# Kurze Haare sind bald gekämmt
Kurze Haare sind bald gekämmt ist ein Sprichwort mit der Bedeutung, dass eine einfache Sache schnell abgemacht sei. 
In Thomas Manns Buddenbrooks wird es einem erfolglosen Kaufmann in den Mund gelegt, als man ihn darauf anspricht, warum er nicht im Kontor zu finden sei:
„‚Nun, und Sie, Döhlmann?‘ erkundigte sich Senator Gieseke und gähnte… ‚Sie haben sich gänzlich dem Aquavit ergeben, wie?‘

‚Wovon soll der Schornstein rauchen‘, sagte der Konsul. ‚Ich gucke alle paar Tage mal ins Comptoir. Kurze Haare sind bald gekämmt.‘“

In diesem Wortlaut erschien das Sprichwort bereits 1880 im Deutschen Sprichwörter-Lexikon als hochdeutsche Erklärung für das Sprichwort „Kurze Borsten sind bald bürst“.

## Varianten
- Kurze Haare sind leicht zu bürsten.[3]
- Kurzes Haar ist bald gebürstet (geschoren).
- Ein kahler Kopf ist bald geschoren.
- Englisch: A bald head is soon shaven.
- Französisch: De peu de drap courte cappe.
- Niederländisch: Kort haar is gauw gekamd.
- Spanisch: Quien pequeña heredad tieno á pasos la mide.
- Tschechisch: Dlouhé vlasy, krátký rozum.
- Ungarisch: Könnyü a' kopaszt beretválni.